# Eiga Pretty Cure All Stars DX 2 - Kibō no hikari Rainbow Jewel wo mamore!
Eiga Pretty Cure All Stars DX 2 - Kibō no hikari ☆ Rainbow Jewel wo mamore! (映画 プリキュアオールスターズＤＸ２ 希望の光☆レインボージュエルを守れ！?, Eiga Purikyua Ōru Sutāzu DX 2 Kibō no hikari ☆ Reinbō Jueru wo mamore!, Eiga Precure All Stars DX 2 Kibō no hikari ☆ Rainbow Jewel wo mamore!, lett. "Pretty Cure All Stars DX - Il film 2: Luce della speranza ☆ Proteggi il Rainbow Jewel!") è un film del 2010 diretto da Takashi Ōtsuka.
È l'ottavo film d'animazione tratto dal franchise Pretty Cure di Izumi Tōdō. Il film vede per personaggi principali tutte le Pretty Cure fino alla settima serie (escluse Cure Sunshine e Cure Moonlight), per un totale di diciassette protagoniste femminili. Nel film compaiono comunque Itsuki Myōdōin e Yuri Tsukikage, ma sono poco più di semplici comparse perché non avevano ancora esordito come Pretty Cure nella serie animata relativa.

## Trama
Tsubomi e Erika ricevono una lettera da parte di Chypre e Coffret in cui vengono invitate a visitare il Fairy Park, un parco di divertimenti che sorge una volta ogni mille anni, in cui appare la mistica gemma Rainbow Jewel. Arrivate sul posto, le ragazze incontrano Love, Miki, Inori e Setsuna, che chiedono loro di aiutarle a cercare le altre amiche all'interno del parco. Improvvisamente vengono attaccate da nemici del passato che rivelano che il Rainbow Jewel è preso di mira da Bottom, un'entità malvagia che vuole impossessarsi del suo potere per avvolgere il mondo nell'oscurità e nell'infelicità. Per fare questo, trasforma il parco di divertimenti in un parco di incubi, ricco di attrazioni spettrali e paurose, fa tornare in vita molti altri nemici già affrontati dalle Pretty Cure e separa le fatine dalle loro partner. Mentre le altre guerriere combattono contro i nemici, Cure Blossom e Cure Marine accedono alla sede principale in cui si trova la gemma preziosa, ma vengono sopraffatte dalla potenza oscura, che le avvolge e annienta i loro poteri. Quando infine la conchiglia protettrice della mistica gemma si apre, tutti i nemici si uniscono al forte potere oscuro e rafforzano Bottom. Anche se inizialmente sembra che Erika e Tsubomi siano incapaci di fronteggiare il male, è proprio grazie alla luce della loro speranza che le Crystal Miracle Light risplendono e donano la forma Rainbow a tutte le diciassette Pretty Cure per sconfiggere definitivamente Bottom.

## Personaggi esclusivi del film
Bottom (ボトム?, Botomu)
Una bestia tornata in vita dopo mille anni per assorbire il potere del Rainbow Jewel e vendicarsi del mondo. Viene sconfitto dalle Rainbow Pretty Cure. In DX 3 viene rivelato che è stato Black Hole ad averlo creato per distruggere le Pretty Cure, essendo queste simbolo del potere della luce e del bene.

## Oggetti magici
Crystal Miracle Light (クリスタルミラクルライト?, Kurisutaru Mirakuru Raito)
È una piccola torcia con l'estremità di cristallo a forma di diamante che proietta un fascio di luce. Trasforma il coraggio in un nuovo potere per le Pretty Cure, consentendo loro di trasformarsi in Rainbow Pretty Cure.
In Giappone, quando è uscito il film, le Crystal Miracle Light sono state realmente distribuite al pubblico nelle sale per incitare le Pretty Cure durante la visione.
Rainbow Jewel (レインボージュエル?, Reinbō Jueru)
È la mistica gemma che appare ogni mille anni nel Fairy Park.

## Trasformazioni e attacchi
- Trasformazione (Rainbow (レインボー?, Reinbō)): tutte le Pretty Cure si trasformano in Rainbow Pretty Cure grazie alla Crystal Miracle Light e al Rainbow Jewel. Sulla schiena delle guerriere c'è un paio di ali dorate.
- Rainbow Jewel Solution (レインボージュエル・ソリューション?, Reinbō Jueru Soryūshon): è l'attacco di tutte le Pretty Cure. Dopo aver ottenuto la forma Rainbow, quindici Pretty Cure si riuniscono, formando un cerchio, intorno a Cure Rainbow Blossom e Cure Rainbow Marine, dal quale scaturisce un grande raggio d'energia che colpisce il nemico.

## Luoghi
Fairy Park (フェアリーパーク?, Fearī Pāku)
È il parco a tema Pretty Cure dove lavorano tutte le mascotte delle varie serie. Ogni mille anni vi appare il Rainbow Jewel.

## Colonna sonora
| Nº | Titolo CD | Numero tracce | Data uscita      |
| -- | --- | ------------- | ---------------- |
| 1  | Kirakira kawaii! Precure daishūgō♪ ~Kibō no hikari~ / 17 jewels ~Precure Medley 2010~ (キラキラｋａｗａｉｉ！プリキュア大集合♪ ～キボウの光～／１７ｊｅｗｅｌｓ ～プリキュアメドレー２０１０～?) | 4             | 24 marzo 2010    |
| 2  | Precure eiga shudaika Collection (プリキュア映画主題歌コレクション?) | 20            | 16 febbraio 2011 |

### Sigle
La sigla originale di apertura è composta da Yasuo Kosugi con il testo di Kumiko Aoki, mentre quella di chiusura è a cura di Ken'ichirō Ōishi.
Sigla di apertura
- Kirakira kawaii! Precure daishūgō♪ ~Kibō no hikari~ (キラキラｋａｗａｉｉ！プリキュア大集合♪ ～キボウの光～?), cantata da Aya Ikeda con Young Fresh (coro)

Sigla di chiusura
- 17 jewels ~Precure Medley 2010~ (１７ｊｅｗｅｌｓ ～プリキュアメドレー２０１０～?), cantata da Aya Ikeda & Mayu Kudō con Young Fresh (coro)

## Distribuzione
Il film è stato proiettato per la prima volta nelle sale cinematografiche giapponesi il 20 marzo 2010. Il DVD e il Blu-ray sono usciti il 21 luglio 2010.
È stato trasmesso a Taiwan il 21 dicembre 2012 con il titolo Guāng zhīměi shàonǚ All Stars DX2: xīwàng zhī guāng ☆ shǒuhù cǎihóng bǎoshí! (光之美少女 Ａｌｌ Ｓｔａｒｓ ＤＸ２ 希望之光☆守護彩虹寶石！S, lett. "Le Ragazze della Luce All Stars DX 2 - Luce della speranza ☆ Proteggi il Gioiello Arcobaleno!") e a Hong Kong il 21 febbraio 2015 con il titolo Guāng zhīměi shàonǚ All Stars DX2: shǒuhù jīnglíng lèyuán (光之美少女 Ａｌｌ Ｓｔａｒｓ ＤＸ２－守護精靈樂園S, lett. "Le Ragazze della Luce All Stars DX 2 - Il Paradiso delle Fate Custodi").

## Accoglienza
Al 30 luglio 2010, il film ha ottenuto il quinto posto dei più visti nella prima metà dell'anno, con un incasso di 1.14 miliardi di yen (13.1 milioni di dollari). L'incasso totale è di 1.15 miliardi di yen circa.

## Altri adattamenti
Un adattamento in cartaceo del film è stato pubblicato da Kōdansha il 23 marzo 2010 con ISBN 978-4-06-344475-9. Inoltre è stato tratto un anime comic pubblicato da Ichijinsha l'8 giugno 2010 con ISBN 978-4758011730.